# Церковь Назарянина
Церковь Назарянина (англ. Church of the Nazarene) — евангельская христианская деноминация, образовавшаяся в XIX веке в результате развития так называемого Движения Святости. Является самой крупной среди уэслианских церквей святости. Согласно последней статистике (2017) Церковь Назарянина насчитывает 2,550,374 членов и 30,875 общин, находящихся в 162 регионах мира.
Согласно церковному уставу (2013—2017 гг.) Церковь Назарянина понимает свое призвание в том, чтобы ''научить учеников подобных Христу во всех народах", отвечая таким образом на Великое Поручение Иисуса Христа (Евангелия от Матфея 28:19-20). Главными целями Церкви Назарянина являются: святое общение христиан, обращение грешников, полное освящение верующих, их возрастание в святости, жизнь в простоте и духовной силе новозаветной церкви, а также проповедь Благой Вести каждому человеку.

## История
Церковь Назарянина считает себя ветвью единой, святой, вселенской и апостольской» христианской церкви. Принимая вероучение первых пяти веков христианства как выражение своей веры, она отождествляет себя с исторической церковью через проповедь Слова, совершение таинств, поддержание служения апостольской веры и практической жизни. 

### Уэслианское наследие
Богословское и экклезиологическое наследие Церкви Назарянина напрямую связано с английской Реформацией XVI века и уэслианским возрождением XVIII века. Важную роль в этом движении сыграли братья Джон и Чарльз Уэсли, а само движение характеризовалось проповеднической деятельностью мирян, свидетельствами, следованием христианским дисциплинам и сообществами учеников, известных как «общества», «классы» и «группы».
Богословскими ориентирами уэслианского возрождения были: оправдание по благодати через веру; освящение, или христианское совершенство, так же по благодати через веру; и свидетельство Духа об уверенности в благодати. Отличительными чертами богословия Джона Уэсли были учение о предваряющей благодати и полном освящении, дающим по милости Божьей всё необходимое для христианской жизни. Это учение получило распространение по всему миру.
В Северной Америке в 1784 году была организована Методистская Епископальная церковь «ради преображения всего континента и распространения святости Священного Писания в этом мире». В плодородном климате юного американского государства, Методизм переживал бурный рост, достигнув к 1845 году более миллиона членов. Однако, к 1825 году огонь благовестия о святости в Методистской церкви в значительной степени погас. Большинство методистских проповедников сами по себе не исповедовали христианского совершенства и поэтому были неспособны привести других к переживанию данного опыта.

### Формирование Церквей святости
Вновь учение о христианской святости стало активно проповедоваться в середине XIX века. Тимоти Мерритт (Бостон, США) вызвал интерес к этому учению, будучи редактором «Руководство к христианскому совершенству». Фиби Палмер (Нью-Йорк, США) возглавила «вторничные собрания распространения святости» и стала востребованным проповедником, автором и редактором. В 1867 году по инициативе таких проповедников-методистов, как Дж. А. Вуд, Джон Инскип и других, в Вайнленде (штат Нью-Джерси, США) прошла первая продолжительная серия собраний святости, вызвавших по всему миру новый интерес к уэслианскому учению о святости. Уэслианские методисты, свободные методисты, Армия Спасения и некоторое число Меннонитов и Квакеров уделяли особое внимание христианской святости. Благовестники привезли это движение в Германию, Великобританию, Скандинавию, Индию и Австралию. Возникли новые церкви святости, в том числе Церковь Бога (г. Андерсон, штат Индиана, США). Благодаря этому усилию выросли церкви святости, городские миссии и миссионерские ассоциации. Церковь Назарянина родилась в стремлении объединить многие из этих групп в единую церковь святости.

### Рождение Церкви Назарянина
В 1895 году Финеас Ф. Бризи, Джозеф П. Уидни и около сотни их соратников организовали в Лос-Анджелесе, США Церковь Назарянина. Они были убеждены, что освященный по вере христиане должны следовать примеру Христа и благовествовать бедным. Они верили, что их время и средства должны быть отданы на служение, подобное служению Христа. Церковь Назарянина распространилась главным образом вдоль западного побережья Америки, с некоторыми общинами к востоку от Скалистых гор и до штата Иллинойс, США. Церковь также поддерживала миссионерское служение коренным народам в Калькутте (Индия).
В октябре 1907 года Ассоциация пятидесятнических церквей Америки (в то время слово «пятидесятнические» было синонимом «святости») и Церковь Назарянина собрались вместе в Чикаго, США, чтобы разработать такое церковное управление, которое бы сбалансировало руководство суперинтендантов и полномочия общин. Суперинтенданты должны были оказывать поддержку и заботиться о сформированных церквях, организовывать и поддерживать новые церкви, но не вмешиваться в самостоятельную деятельности полностью организованных церквей. Во встрече также принимали участие делегаты из «Церкви Святости Христа». Первая Генеральная Ассамблея приняла название, взятое от обеих организаций: Пятидесятническая Церковь Назарянина. Бризи и Рейнольдс были избраны генеральными суперинтендантами.
В сентябре 1908 года, под руководством Х. Г. Трумбаура, Союз Церквей Святости Христа (штат Пенсильвания) объединился с Пятидесятнической Церковью Назарянина.
В октябре в г. Пайлот Пойнт (штат Техас) Вторая Генеральная Ассамблея провела собрания с Генеральным Советом «Церкви Святости Христа». Во вторник, 13 октября, предложение об объединении было принято единогласно.
Возглавляемая Дж. О. Макклурканом Пятидесятническая Миссия, сформированная в Нэшвилле, США в 1898 году, объединила общины святости из штата Теннесси и соседних штатов. Они отправляли пасторов и учителей на Кубу, в Гватемалу, Мексику и Индию. В 1906 году из Конгрегационной Церкви Паркхед в Глазго, Шотландия, был исключен Джордж Шарп за проповедь учения Уэсли о христианской святости. Тогда же была образована Пятидесятническая Церковь Паркхед и были организованы другие общины, а в 1909 году была основана Пятидесятническая Церковь Шотландии. В 1915 году Пятидесятническая Миссия и Пятидесятническая Церковь Шотландии объединились с Пятидесятнической Церковью Назарянина.
Пятая Генеральная Ассамблея (1919) изменила официальное название деноминации на «Церковь Назарянина», потому что к тому времени в понятие «пятидесятнический» стали все больше вкладывать новый смысл — глоссолалию (говорение на иных языках).

### Интернационализация Церкви
Основные характерные черты Церкви Назарянина были сформированы церквями-основателями, объединившимися к 1915 году. В ней была и немалая международная составляющая. Деноминация поддерживала полностью организованные церкви в Соединенных Штатах, Индии, Кабо-Верде, Кубе, Канаде, Мексике, Гватемале, Японии, Аргентине, Соединенном Королевстве, Свазиленде, Китае и Перу. К 1930 году служение церкви достигло пределов Южной Африки, Сирии, Палестины, Мозамбика, Барбадоса и Тринидада. В этом процессе ключевая роль принадлежала национальным лидерам, таким как, например, окружные суперинтенданты: В. Г. Сантин (Мексика), Хироси Китагава (Япония) и Самуэль Бхуджбал (Индия). Этот международный характер проявился еще сильнее в результате новых присоединений.
В 1922 г. Дж. Моррисон привёл в церковь многих сотрудников Ассоциации Святости и более 1000 членов в штатах Дакота, Миннесота и Монтана. В 1930-х годах Роберт Чун привёл в Церковь Назарянина группу корейских пасторов и общин. Австралийские церкви, возглавляемые А. А. Э. Берг присоединились в 1945 году. Альфредо Дель Россо привел в деноминацию итальянские церкви в 1948 году. В Южной Африке служение Хефциба Ассоциации Миссионеров Веры с центром в Таборе, штат Айова, объединилось с Церковью Назарянина около 1950 года.
Международная Миссия Святости, основанная в Лондоне Дэвидом Томасом в 1907 году, развила обширную работу в Южной Африке под руководством Дэвида Джонса. В 1952 году их церкви в Англии под руководством Ж. Б. Маклагана и их служение в Африке объединились с назарянами. В 1934 году в Великобритании Майнард Джеймс и Джек Форд образовали «Церковь Святости -Голгофа» и объединились с назарянами в 1955 году. Евангельская Церковь, организованная Фрэнком Гоффом в Онтарио, Канада, в 1918 году, присоединилась к Церкви Назарянина в 1958 году. В 1940-х годах в Нигерии местными жителями была основана Церковь Назарянина и под водительством Джереми У. Экайдем, они объединились с международной церковью в 1988 году.
Церковь Назарянина сознательно развивала модель церкви, отличающуюся от протестантской нормы. В 1976 году была создана исследовательская комиссия для изучения будущей организационной формы деноминации. В 1980 году она рекомендовала проводить международное служение (интернационализацию) на основе двух принципов. Во-первых, было признано, что Церковь Назарянина и ее территориальные округи во всём мире представляют собой «всемирное сообщество верующих, в котором существует полное согласие в рамках своего культурного контекста». Во-вторых, было определено, что все посвящены единой «особой миссии Церкви Назарянина», а именно «распространению библейской святости … [как] ключевого элемента основных, не подлежащих обсуждению составляющих, определяющих назарянскую идентичность».
Генеральная Ассамблея 1980 года приняла «международное богословское согласие» в отношении догматов веры, подтвердила важность богословской подготовки для всех служителей и призвала к адекватной поддержке богословских образовательных учреждений в каждой стране мира. Эта ассамблея призвала назарян быть зрелым международным сообществом святости в рамках единой взаимосвязанной структуры, в которой колониальное мышление, оценивающее народы и нации с точки зрения «сильных и слабых, доноров и получателей» уступило место «тому, который предполагает совершенно новый способ взглянуть на мир и признает сильные стороны и равенство всех партнеров».
Благодаря этому, к 1998 году уже половина членов Церкви Назарянина были не жителями Соединенных Штатов и Канады, а для 41-го процента делегатов Генеральной Ассамблеи 2001 года говорили английский язык был вторым или вообще иностранным языком. В 2009 году одним из Генеральных суперинтендантов Церкви Назарянина был избран Эугенио Дуарте, африканец из Кабо-Верде. В 2013 году выходец из Гватемалы (Центральная Америка) Густаво Крокер, был избран Генеральным Суперинтендантом. В 2017 году еще один африканец Филимао Чамбо, уроженец Мозамбика, был также избран Генеральным Суперинтендантом, и впервые половину членов совета генеральных суперинтендантов составили люди, родившиеся и выросшие не в Северной Америке.

### Сегодняшняя картина
К 2017 году церковь насчитывала 2,5 миллиона членов из 471-го округа в более чем 160-ти странах мира. Почти 28 процентов назарян составляли африканцы, 29 процентов проживали в Латинской Америке и Карибском бассейне, и лишь около четверти в Соединенных Штатах и Канаде. Утвердившиеся округа церкви в Европе помогали новому служению в Восточной Европе, а церковь в Азии вышла за рамки традиционных регионов Корее, Японии, Индии, а также Юго-Восточной Азии. К 2017 году тремя крупнейшими назарянскими округами были округи в Азии и Африке, а три крупнейших общины (по посещаемости богослужений) в Южной Америке и Карибском бассейне.

## Отличительные особенности служения Церкви Назарянина
Исторически наиважнейшие служения Церкви Назарянина сосредоточены на благовестии, социальном служении и образовании. Эти служения процветают благодаря взаимному сотрудничеству миссионеров из различных стран, тысяч поместных пасторов, а также членов церквей, придерживающихся уэслианских принципов, адаптированных к местной культуре.

### Евангелизация
Хирам Ф. Рейнольдс был ключевой фигурой в развитии международного служения Церкви Назарянина. На протяжении четверти века в роли генерального суперинтенданта он активно поднимал уровень важности миссионерства так чтобы оно стало приоритетом для всей деноминации. С 1915 года, Назарянская Международная Миссия (изначально Миссионерское Общество Женщин) собирала средства и рассказывало в общинах по всему миру о миссиях и миссионерах. Домашние миссии были основной составляющей североамериканского благовестия, в то время как миссионерами становились представители из других стран: Джон Диас (Кабо-Верде), Сантос Элизондо (Мексика), Самуэль Крикорян (Палестина), Й. И. Нагамацу (Япония) и Роберт Чунг (Корея). В середине XX века после окончания Второй Мировой Войны церковь сосредоточила свои усилия на всемирном благовестии. Домашние миссии распространялись в Северной Америке. Новые миссионерские поля деятельности и служения появились на других континентах. В 1970-х годах Церковь Назарянина также начала развивать новые типы городского служения как в США, так и в других странах. Частью этого движения и стало появление в 1990-х годах Церкви Назарянина в Восточной Европе.

### Милосердие
Уэслианское наследие в Церкви Назарянина также отражается в упоре на служении милосердия. Уже с первых лет своего существования члены Церкви Назарянина отправляли помощь голодающим в Индии, создавали детские дома, родильные дома для незамужних девочек и женщин, а также миссии в городах, где служили наркоманам и бездомным. В 1920-х годах приоритеты социального служения церкви перешли к медицине: были построены больницы в Китае и Свазиленде, а затем в Индии и Папуа-Новой Гвинее. Медики из числа членов Церкви Назарянина ухаживали за больными, выполняли операции, обучали медсестер и спонсировали передвижные клиники для людей в некоторых беднейших странах мира. Были созданы специализированные клиники, такие, как клиника проказы в Африке. Создание в 80-х годах организации Назарянское Служение Милосердия позволило расширить круг социальных служений, существующих и сегодня, включая спонсорство детей, помощь в случае стихийных бедствий, образование по вопросам СПИДа, поддержку сирот, проекты в области водоснабжения и распределения продовольствия.

### Образование
Церковь Назарянина всегда финансово поддерживала начальное образование и грамотность, начиная с первых лет существования Школы Надежды для девочек в Калькутте, основанной в 1905 году. Учебные заведения Церкви Назарянина готовят людей по всему миру для более полного участия в социальной, экономической и религиозной жизни общества. Основатели Церкви Назарянина вложили значительные средства в высшее образование, считая его необходимым для подготовки пасторов и других христианских работников, а также для духовного формирования прихожан. Международный совет по образованию сегодня насчитывает 52 назарянских высших учебных заведения по всему миру, в том числе колледжи и университеты гуманитарных наук в Африке, Канаде, Карибском бассейне, Корее и Соединенных Штатах, 31 библейский колледж и институт, школы медсестер в Индии и Папуа-Новой Гвинее и высшие учебные заведения, преподающие богословие в Австралии, Коста-Рике, Англии, на Филиппинах и в Соединенных Штатах.

## Церковь Назарянина на постсоветском пространстве
Падение Берлинской стены в ноябре 1989 года ознаменовало открытие ранее недостижимого Советского Союза и его союзников для миссионерства. В связи с этим, руководство Церкви Назарянина начало налаживать контакт с союзом евангельских христиан-баптистов в Москве, чтобы они помогли в создании Церкви Назарянина в той части света. Контакты с баптистами установили и поддерживали Герман Гшвандтнер и Николай Завацкий при содействии Евроазиатского регионального директора доктора Франклина Кука и директора отдела Всемирной Миссии доктора Роберта Скотта.
В январе 1992 года делегация во главе с генеральным суперинтендантом Дж. Джонсоном и региональным директором Ф. Куком прибыла в Москву и подписала документы о намерении сотрудничества с председателем союза евангельских христиан-баптистов В. Е. Логвиненко. В результате, Логвиненко помог Церкви Назарянина получить официальную регистрацию в России. В ответ, Церковь Назарянина помогала союзу ЕХБ в строительстве их нового здания главного офиса.
Джим и Донна Уэлчли были первыми миссионерами от Церкви Назарянина на территории Содружества Независимых Государств (СНГ). Они приехали в Киев и занимались регистрацией Церкви Назарянина в Украине. В феврале 1992 года они открыли в Киеве первую в СНГ Церковь Назарянина.
Рой и Кэролайн Кэмпбелл приехали в Россию весной 1992 года чтобы временно координировать работу четырех групп миссии Work and Witness (W&W — руск. «Труд и свидетелство»), которые должны были приехать тем летом. Первые три группы занимались строительством здания церкви ЕХБ, в то время как четвертая готовила здание офиса Церкви Назарянина в Москве. Позже семья Кэмпбелл решила остаться в качестве миссионеров для дальнейшей работы с группами W&W.
Чарльз и Карла Санберг были отправлены в Россию долгосрочными миссионерами в июле 1992 года. Они начали служение первой церкви в Москве в августе 1992 года. Чарльз являлся также директором миссии на территории СНГ, в то время как Карла координировала служение благотворительности, а позднее и программу пасторского образования.
Майкл и До-Е Парк (Пак Юсук и До-Е) прибыли в Москву в феврале 1993 года от церкви Назарянина «Вефиль» в Сеуле (Корея). В августе 1993 года они начали служение Северной Московской Церкви Назарянина. В мае 1996 они переехали в г. Астану (Казахстан), где под их руководством были созданы несколько поместных церквей, как в Казахстане, так и в других странах Центральной Азии.
В начале 2000-х годов, благодаря содействию армяноязычных церквей в Калифорнии, работа Церкви Назарянина началась в городах Ереване и Гюмри (Армения). А в 2010 году семья Талалай основала поместную церковь в г. Кишиневе (Молдова).
Во всех странах Церковь Назарянина стремится к законной регистрации поместных общин и, по возможности, к созданию и регистрации объединений/союзов поместных религиозных организаций. На данный момент такие зарегистрированные объединения есть в России и в Украине.

## Вероучение Церкви Назарянина
У Церкви Назарянина есть 16 догматов веры, которые определяют основное вероучение церкви. Согласно официальному Руководству (2017—2021) Церковь Назарянина верит:
1. В единого, вечного, вездесущего Бога, Суверенного Творца и Хранителя Вселенной. Он один есть Бог; Его сущность, свойства и цели — святы. Бог, Который есть святая любовь и свет, Триедин по своей природе и открылся нам как Отец, Сын и Дух Святой.
2. В Иисуса Христа, вторую личность Триединого Бога, вечно единого с Отцом, воплотившегося Духом Святым и рождённого от Девы Марии; полностью и совершенно Бога и человека — Богочеловека; умершего за наши грехи и истинно воскресшего из мертвых; вознесшегося на небо и ходатайствующего там за нас пред Богом.
3. В Духа Святого, третью личность Триединого Бога, постоянно присутствующего в церкви Христовой, действующего в ней и через неё, обличая мир во грехе, возрождая покаявшихся и уверовавших, освящая верующих и наставляя их на всякую истину, которая есть во Христе.
4. В полную богодухновенность Священного Писания — 66 книг Ветхого и Нового Заветов, написанные по Божественному вдохновению и безошибочно открывающие для нас волю Божию в отношении всего, что нужно для спасения.
5. Грех вошел в мир в результате непослушания наших прародителей, а через грех — смерть. Верим, что грех двойственен: первородный грех и действительный, то есть личный грех.
6. Иисус Христос Своими страданиями, пролитием Своей крови и смертью на кресте совершил полное искупление всего человеческого греха, и это искупление — единственная основа спасения каждого человека.
7. Сотворение человека по образу и подобию Божьему включало способность избирать между добром и злом, то есть нести нравственную ответственность. Грехопадением Адама человек был настолько испорчен, что стал не способным самостоятельно обратиться к Богу и уверовать. Однако благодать Божия в Иисусе Христе свободно дарована всем людям и дает возможность всем желающим обратиться от греха к праведности, уверовать в Иисуса Христа и получить прощение и очищение от греха, а также творить добрые дела, угодные и благоприятные Богу.
8. Покаяние — искреннее и полное изменение образа мышления по отношению к греху, осознание личной вины и добровольное отречение от всякого греха, необходимое всем. Дух Божий дарует всем кающимся благодатную помощь для истинного обращения и надежду на милость Божию в том, что они могут уверовать, обрести прощение и духовную жизнь.
9. Оправдание — это благодатное действие правосудия Божьего, которым Он полностью прощает вину и освобождает от наказания за совершенные грехи, а также принимает и признает праведными всех уверовавших в Иисуса Христа и принявших Его Господом и Спасителем. Возрождение (рождение свыше) — это благодатное действие Божье, которым духовно преображается нравственная природа покаявшегося человека и ему даруется новая духовная жизнь помогающая верить, любить и быть послушным Богу. Усыновление/удочерение — это благодатное действие Божье, которым оправданный и возрожденный верующий, становится чадом Божиим. Оправдание, возрождение и усыновление/удочерение ищущий Бога человек переживает одновременно через веру, коей предшествует покаяние, о чем верующему свидетельствует Святой Дух.
10. Освящение — это Божье действие, преображающее верующего в подобие Христа. Духом Святым и по Божьей благодати этот процесс начинается в момент возрождения (одновременно с оправданием) и завершается в момент прославления (после смерти). В прославленном состоянии человек полностью соответствует образу Сына. Полное освящение — часть этого процесса, действие Божье, следующее за возрождением, посредством которого верующий освобождается от первородного греха, вводится в положение полного посвящения Богу и святого послушания совершенной любви. Полное освящение происходит через крещение (исполнение) Святым Духом, и воспринимается человеком как очищение сердца от греха и постоянное присутствие в нем Духа Святого, дарующего верующему силу для жизни и служения.
11. Церковь — община исповедующих Иисуса Христа Господом, народ завета Божьего, новое творение во Христе, тело Христово, призванная Святым Духом через Слово. Бог призывает церковь действовать в единстве и общении Духа Святого, в поклонении Богу и в прославлении Его через проповедь Божьего Слова, соблюдение таинств, служение во имя Его, послушание Христу, и жизнь в святости. Миссией церкви в мире является продолжение искупительного и примиряющего служения Христа в силе Святого Духа. Церковь исполняет свою миссию, подготавливая учеников через благовестие, образование, оказание милосердия, восстановление справедливости, и свидетельство о Царстве Божьем.
12. Христианское крещение, заповеданное Иисусом Христом, это таинство, обозначающее принятие благ искупления, и присоединение к телу Христову. Крещение — это средство благодати, провозглашающее веру в Иисуса Христа Спасителя, совершаемое для верующих, свидетельствующее об их желании полностью повиноваться Христу в святости и праведности. Будучи участниками нового завета, маленькие дети и те, кто не в состоянии нести нравственную ответственность за свои поступки, могут быть крещены по просьбе родителей или их опекунов.
13. Вечеря Господня установлена Иисусом Христом и есть таинство, возвещающее о Его жизни, страданиях, жертвенной смерти, воскресении, и надежде на Его второе пришествие. Вечеря Господня — это средство благодати, в котором Христос присутствует Духом. Все приглашаются участвовать в этом таинстве по вере в Христа для обновления своей жизни, спасения, и единства церкви. Всем надлежит участвовать в Вечере с почтением и благоговейно признавать важность этого таинства, «смерть Господню возвещая, доколе Он придет». Имеющие веру в Иисуса Христа и любовь ко всем святым, приглашены Христом участвовать в этом таинстве как можно чаще.
14. Библия учит о Божественном исцелении и поэтому Церковь Назарянина предлагает своим членам с верой молиться об исцелении больных, веря, что Бог также исцеляет при помощи современной науки в области медицины.
15. Господь Иисус Христос вернется вновь. В Его пришествии первыми будут воскрешены умершие во Христе, затем те, кто живы, если пребудут в Нем, будут восхищены вместе с ними и встретятся с Господом в воздухе, чтобы вечно быть с Ним.
16. Мертвые воскреснут — тела праведных и неправедных будут воскрешены к жизни и соединятся с их духом — «и изыдут творившие добро в воскресение жизни, а делавшие зло — в воскресение осуждения». Будет суд, когда каждый человек предстанет перед Богом и будет судим соответственно своим делам, которые совершил в своей жизни. Нераскаявшиеся будут вечно страдать в аду, а всем поверившим в Иисуса Христа во спасение и в послушании следующим за Господом, уготована славная и вечная жизнь.

## Структура и форма правления Церкви Назарянина
Правление в Церкви Назарянина является представительным — не совсем епископальным, но и не конгрегационным. Поскольку прихожане и служители имеют равные полномочия в совещательных и законодательных отделах церкви, существует мера необходимого равновесия власти.
В Церкви Назарянина есть три уровня управления:	
1. Поместные общины избирают делегатов, представляющих их на ежегодных собраниях, называемых окружными ассамблеями.
2. Окружные ассамблеи	избирают делегатов на Генеральную ассамблею, проходящую раз в четыре года.
3. Решения Генеральной ассамблеи являются обязательными для церкви в целом и для	каждой ее части.

Церкви избирают пасторов после консультации с окружными суперинтендантами и утверждения ими кандидатов. Также, церкви самостоятельно управляют своими финансами и повседневными делами. У каждой поместной церкви есть церковный совет, который вместе с пастором принимает финансовые и административные решения.
Поместные церкви сгруппированы в округа, которыми руководят окружные суперинтенданты. У каждого округа также есть консультационный совет, состоящий из одинакового числа	прихожан и священнослужителей от поместных церквей. Церковь организована в округа для осуществления миссионерских целей и собирается вместе ежегодно на окружной ассамблее. Окружная ассамблея избирает окружного суперинтенданта, в чью ответственность входит поддержка церквей и пасторов, открытие новых церквей и поддержание здоровой атмосферы в округе.
Назарянские округа сгруппированы в шесть регионов по всему миру: африканский, азиатско‐тихоокеанский регион, евразийский, центральноамериканский, южноамериканский, и США/Канада. Регионы созданы для исполнения миссии церкви и не являются частью формы правления.
Раз в четыре года округа избирают делегатов на Генеральную Ассамблею, которая в свою очередь избирает генеральных суперинтендантов, направляющих служение всемирной деноминации и руководят всей церковью. Они служат от момента избрания до следующей генеральной ассамблеи, на которой могут быть переизбраны. Каждый генеральный суперинтендант отвечает за определенные округа, проведение их окружных ассамблей и рукоположение новых служителей. Число генеральных суперинтендантов варьировалось в разное время, но с 1960 года их стало неизменно шесть. Совместно они образуют совет генеральных суперинтендантов, собирающийся на совещания несколько раз в год.
Генеральная ассамблея избирает Генеральный Совет, состоящий из одинакового числа прихожан и священнослужителей, собирающийся ежегодно для совещаний, избрания должностных лиц (генерального секретаря и казначея) и руководителей различных служений. Генеральный совет также пересматривает правила управления, бюджет, и основную линию служения церкви в этом мире.
В Церкви Назарянина, с самого ее начала, как женщины, так и мужчины могут служить на любых должностях в церкви — и в качестве рукоположенных священнослужителей и в качестве прихожан.